# HD 168592
HD 168592 eller HR 6862, är en ensam stjärna belägen i norra delen av stjärnbilden Södra kronan. Den har en skenbar magnitud av ca 5,07 och är svagt synlig för blotta ögat där ljusföroreningar ej förekommer. Baserat på parallax enligt Gaia Data Release 3 på ca 6,72 mas beräknas den befinna sig på ett avstånd av ca 490 ljusår (ca 149 parsec) från solen. Den rör sig bort från solen med en heliocentrisk radialhastighet av ca 18 km/s. Stjärnan minskas på dess nuvarande avstånd i ljusstyrka genom skymning av interstellärt stoft med 0,38 magnitud och den har en absolut magnitud på -0,76.

## Egenskaper
HD 168592 är en orange till gul jättestjärna av spektralklass K4/5 III, som anger att den är en utvecklad stjärna med karaktär av spektraltyp K4 och K5. Den har en massa av ca 1,2 solmassa, en radie av ca 44 solradier och utsänder energi från dess fotosfär motsvarande ca 666 gånger solen vid en effektiv temperatur av ca 4 150 K. Den har en lätt metallbrist med en järnmängd på 26 procent under solens. Stjärnan roterar långsamt, vilket är vanligt för jättestjärnor, med en projicerad rotationshastighet på 1,9 km/s.